# Liste des lieux habités les plus au nord du monde
Cet article rassemble des informations sur les lieux habités les plus au nord du monde.

## Lieux habités
Cette liste indique les lieux habités les plus proches du pôle Nord, classés par distance croissante à celui-ci (arrondie ici à 5 km près). « Lieu » est à prendre au sens large (villes, communautés, station de recherche, etc.). Seuls les lieux au nord de 70° de latitude nord sont pris en compte. Les chiffres de population concernent les populations permanentes des endroits (les populations temporaires peuvent être plus importantes).
| Nom                         | Zone géographique        | Pays                          | Type                            | Population        | Coordonnées           | Distance au pôle (km) |
| --------------------------- | ------------------------ | ----------------------------- | ------------------------------- | ----------------- | --------------------- | --------------------- |
| Alert                       | Île d'Ellesmere          | Canada (Nunavut)              | Poste militaire, Station météo  | 6                 | 82° 28′ N, 62° 30′ O  | 835                   |
| Nord                        | Groenland                | Danemark                      | Poste militaire                 | 5                 | 81° 43′ N, 17° 30′ O  | 920                   |
| Nagourskoïe                 | Archipel François-Joseph | Russie (oblast d'Arkhangelsk) | Station météo                   | 52                | 80° 48′ N, 47° 36′ E  | 1 020                 |
| Observatoire Ernest Krenkel | Archipel François-Joseph | Russie (oblast d'Arkhangelsk) | Base de lancement de fusées     | 0                 | 80° 37′ N, 58° 02′ E  | 1 080                 |
| Eureka                      | Île d'Ellesmere          | Canada (Nunavut)              | Station de recherche            | 0                 | 80° 13′ N, 86° 11′ O  | 1 085                 |
| Ny-Ålesund                  | Svalbard                 | Norvège                       | Village de recherche            | Env. 30           | 78° 55′ N, 11° 56′ E  | 1 230                 |
| Pyramiden                   | Svalbard                 | Norvège                       | Communauté minière (abandonnée) | Hiver 3-4 Été ~15 | 78° 41′ N, 16° 24′ E  | 1 255                 |
| Etah                        | Groenland                | Danemark                      | Village (abandonné)             | 0                 | 78° 19′ N, 72° 38′ O  | 1 295                 |
| Longyearbyen                | Svalbard                 | Norvège                       | Village                         | 1 975             | 78° 13′ N, 15° 33′ E  | 1 305                 |
| Grumantbyen                 | Svalbard                 | Norvège                       | Communauté minière (abandonnée) | 0                 | 78° 11′ N, 15° 08′ E  | 1 315                 |
| Barentsburg                 | Svalbard                 | Norvège                       | Village                         | 435               | 78° 04′ N, 14° 13′ E  | 1 325                 |
| Sveagruva                   | Svalbard                 | Norvège                       | Village                         | 0                 | 77° 54′ N, 16° 41′ E  | 1 340                 |
| Siorapaluk                  | Groenland                | Danemark                      | Village                         | 87                | 77° 47′ N, 70° 46′ O  | 1 355                 |
| Qaanaaq                     | Groenland                | Danemark                      | Village                         | 640               | 77° 29′ N, 69° 20′ O  | 1 390                 |
| Grise Fiord                 | Île d'Ellesmere          | Canada (Nunavut)              | Village                         | 163               | 76° 25′ N, 82° 54′ O  | 1 505                 |
| Resolute                    | Île Cornwallis           | Canada (Nunavut)              | Village                         | 215               | 74° 42′ N, 94° 50′ O  | 1 700                 |
| Dikson                      | Asie continentale        | Russie (kraï de Krasnoïarsk)  | Village                         | 674               | 73° 30′ N, 80° 32′ E  | 1 830                 |
| Syndassko                   | Asie continentale        | Russie (kraï de Krasnoïarsk)  | Village                         | 556               | 73° 16′ N, 108° 13′ E | 1 860                 |
| Arctic Bay                  | Île de Baffin            | Canada                        | Village                         | 646               | 73° 02′ N, 85° 09′ O  | 1 880                 |
| Pond Inlet                  | Île de Baffin            | Canada                        | Village                         | 1 220             | 72° 42′ N, 77° 59′ O  | 1 920                 |
| Khatanga                    | Asie continentale        | Russie (kraï de Krasnoïarsk)  | Village                         | 5267              | 71° 59′ N, 102° 30′ E | 2 000                 |
| Tiksi                       | Asie continentale        | Russie (République de Sakha)  | Ville                           | 5 023             | 71° 38′ N, 128° 52′ E | 2 040                 |
| Rogatchevo                  | Nouvelle-Zemble          | Russie (oblast d'Arkhangelsk) | Village                         | 457               | 71° 36′ N, 52° 24′ E  | 2 050                 |
| Belouchia Gouba             | Nouvelle-Zemble          | Russie (oblast d'Arkhangelsk) | Village                         | 2 149             | 71° 32′ N, 52° 20′ E  | 2 075                 |
| Utqiagvik                   | Amérique continentale    | États-Unis (Alaska)           | Ville                           | 4 212             | 71° 18′ N, 156° 44′ O | 2 075                 |
| Skarsvåg                    | Magerøya                 | Norvège                       | Village                         | 141               | 71° 07′ N, 25° 49′ E  | 2 095                 |
| Gamvik                      | Europe continentale      | Norvège                       | Village                         | 1 080             | 71° 03′ N, 28° 11′ E  | 2 105                 |
| Honningsvåg                 | Magerøya                 | Norvège                       | Ville (à partir de 1996)        | 2 436             | 70° 59′ N, 25° 59′ E  | 2 110                 |
| Hammerfest                  | Kvaløya                  | Norvège                       | Ville                           | 10 109            | 70° 39′ N, 23° 41′ E  | 2 145                 |
| Prudhoe Bay                 | Amérique continentale    | États-Unis (Alaska)           | Village                         | 5                 | 70° 19′ N, 148° 42′ O | 2 180                 |

## Grandes villes
Cette liste prend en compte les villes de plus de 50 000 habitants situées au nord du cercle Arctique.
| Nom       | Pays                          | Population (2014) | Coordonnées          |
| --------- | ----------------------------- | ----------------- | -------------------- |
| Tromsø    | Norvège                       | 59 590            | 69° 40′ N, 18° 56′ E |
| Norilsk   | Russie (kraï de Krasnoïarsk)  | 176 559           | 69° 21′ N, 88° 12′ E |
| Mourmansk | Russie (oblast de Mourmansk)  | 299 148           | 68° 58′ N, 33° 05′ E |
| Apatity   | Russie (oblast de Mourmansk)  | 57 905            | 67° 34′ N, 33° 24′ E |
| Vorkouta  | Russie (république des Komis) | 60 368 (2015)     | 67° 30′ N, 64° 02′ E |